# ポス宮崎

ポス宮崎（ポスみやざき、1922年4月21日 - 1977年2月5日）は日本のハワイアンのスティール・ギタリスト。本名は宮崎英夫。

## 経歴
1922年4月21日、東京府東京市(現在の東京都)に生まれる。
慶應義塾大学在学中、ハワイアン・バンド「ノヴェルティ・ハワイアンズ」を結成。戦時中は笈田敏夫とともに「新緑楽団」)として活動。大学中退後、ペダル・スティール・ギターを自作。
1945年10月、コニー・アイランダースを結成。
1949年、日本コロムビアにてレコーディング・デビュー。以降、キングレコード、日本ビクター、CBSソニーなどに自己名義の録音を残す。
1977年2月5日、入浴中に脳出血を起こして死去。

## ディスコグラフィー

### 自己名義

#### シングル (SP)
- コロムビア・コニー・アイランダース / 戀のマドロス c/w どうせ夢なら (日本コロムビア A-657、1949)
- コロムビア・コニー・アイランダース / 青い山脈 c/w 戀の曼珠沙華 (日本コロムビア A-724、1950)
- コロムビア・コニー・アイランダース / パラダイス・ホノルル c/w ホノルルのレイ娘 (日本コロムビア A-827、1950)
- コロムビア・コニー・アイランダース / 男のブルース c/w 憧れはアメリカの空へ (日本コロムビア A-986、1950)
- コロムビア・コニー・アイランダース / 東京キッド c/w ひばりの花賣娘 (日本コロムビア A-1039、1951)
- コロムビア・コニー・アイランダース / 白い花の咲く頃 c/w あざみの唄 (日本コロムビア A-1430、1952)
- ポス宮崎とコロムビア・コニー・アイランダース / 月が出ている港町 c/w ゲイシャ・ワルツ (日本コロムビア A-1802、1953)
- ポス宮崎とコロムビア・コニー・アイランダース / 東京のバラ c/w 星降る汀 (日本コロムビア A-1934、1954)
- ポス宮崎とコロムビア・コニー・アイランダース / スチール・ギター・タンゴ c/w サヨナラ・ワルツ (日本コロムビア A-1935、1954)

#### シングル (7インチ)
- ポス宮崎とコニー・アイランダース / 愛のビギン c/w 白い花サンパギータ (キング EA-98、1959)
- ポス宮崎とコニー・アイランダース / 裸でごめんなさい c/w パペーテの夜明け (キング EA-104、1959.11)
- ザ・ブルー・シャドウズ / ラ・クンパルシータ c/w タブー (日本コロムビア LL-295、1961)
- ダイアモンド・エコーズ / 碧空 c/w 夢のタンゴ (日本コロムビア LL-306、1961.11)
- ポス宮崎とコニー・アイランダース / 石狩川悲歌 c/w シベリアの母 (キング EB-638、1962.02)
- ダイアモンド・エコーズ / 悲しき夢 c/w 夢にみるバラ (日本コロムビア LL-359、1962.07)
- プア・アルメイダ / カイマナ・ヒラ c/w 小さな竹の橋 (キング EB-7129、1962)
- ポス宮崎とコニー・アイランダース / 君のおもかげ c/w あなたの噂 (BS-63、1964.09)
- ポス宮崎とコニー・アイランダース / 夢みる想い c/w 花はどこへいった (キング BS-7028、1964)
- ポス宮崎とコニー・アイランダース / サスピション c/w ウナ・セラ・ディ東京 (キング BS-7032、1964)
- ブルー・シャドウズ / タブー c/w ルンバ・タンバ (日本コロムビア 45S-155-N、1965)
- ポス宮崎とコニー・アイランダース / 想い出は嫌い c/w 愛の星 (日本コロムビア LL-10029-JC、1967)
- ポス宮崎とコニー・アイランダース / タイニー・バブルス c/w エ・レイ・カ・レイ・レイ (日本コロムビア LL-10031-JC、1967.06)
- ポス宮崎とコニー・アイランダース / えんぴつが一本 c/w 夜霧よ今夜も有難う (日本コロムビア LL-10034-JC、1967)

#### EP
- ザ・ブルー・シャドウズ / 夢をよぶ追憶 (日本コロムビア LSS-14、1961)
- ダイアモンド・エコーズ、ザ・ブルー・シャドウズ / 夢にみるバラ (日本コロムビア LSS-66、1962.07)
- ポス宮崎とコニー・アイランダース / ハワイアン・ベスト4 (キング SS-21、1964.06)
- ポス宮崎とコニー・アイランダース / ポスのヒット・パレード (キング SS-28、1964.08)
- ポス宮崎とコニー・アイランダース / ハワイアン・ハイライツ (キング SS-58、1965.05)
- ポス宮崎とコニー・アイランダース / 天然の美 (日本クラウン LW-1056、1966.11)
- ポス宮崎とコニー・アイランダース / 想い出のハワイアン・メロディー (日本ビクター SVC-237、1967.04)
- ポス宮崎とコニー・アイランダース / 想い出のハワイアン・メロディー/カイマナ・ヒラ (日本ビクター SVC-243、1967.05)
- ポス宮崎とコニー・アイランダース / トミ・トミ (日本コロムビア YSS-1009-JC、1967)

#### LP
- ポス宮崎とコニー・アイランダース / 珊瑚礁の彼方へ (キング LKF-1028、1959)
- ポス宮崎とコニー・アイランダース / ハワイの饗宴 (キング LKF-1030、1959)
- ザ・ブルー・シャドウズ、ダイアモンド・エコーズ / 南国の夜 (日本コロムビア ZL-1148(Mono)、1959.12)
- ポス宮崎とコニー・アイランダース / 「古城」とともに: 歌謡曲ハワイアン (キング LKF-1081、1960.06)
- 朝丘雪路 / 素敵なあいつ (東芝音楽工業 JPO-1053、1960.09)
- ダイアモンド・エコーズ / 夢のタンゴ (日本コロムビア ZL-1147(Mono)、1960.12)
- ザ・ブルー・シャドウズ、ダイアモンド・エコーズ / 夢をよぶ追憶 (日本コロムビア YS-136(Stereo)、1960)
- ポス宮崎とコニー・アイランダース / ポス宮崎とコニー・アイランダース・ショー (キング SKF-2(Stereo)/LKF-1092(Mono)、1960)
- ポス宮崎とコニー・アイランダース / 煙が目にしみる (キング LKF-1127(Mono)/SKF-15(Stereo)、1961.02)
- ポス宮崎とコニー・アイランダース / ハワイアン・ベスト・10 (キング LKF-1148(Mono)/SKF-24(Stereo)、1961.06)
- ポス宮崎とコニー・アイランダース / ハワイアンによる童謡・唱歌集 (キング SKF-30、1961.07)
- ザ・ブルー・シャドウズ、ダイアモンド・エコーズ / 南国の夜 (日本コロムビア ZS-1025(Stereo)、1961.12)
- ポス宮崎とコニー・アイランダース / 旅愁 (キング LKF-1200(Mono)/SKF-60(Stereo)、1962.01)
- ジミー時田とマウンテン・プレイボーイズ、ポス宮崎とコニー・アイランダース / 山の歌、海の歌 (キング SKF-90(Stereo)/LKF-1239(Mono)、1962.06)
- ポス宮崎とコニー・アイランダース / ポスのラヴ・レター (キング LKF-1225(Mono)/SKF-76(Stereo)、1962.05)
- ポス宮崎とコニー・アイランダース / ポスのキング・ヒット・パレード (キング SKF-89、1962.06)
- ポス宮崎とコニー・アイランダース / ポスのロシア・ムード (キング LKF-1272(Mono)/SKF-117(Stereo)、1962.10)
- ポス宮崎とコニー・アイランダース / ポスのタンゴ～ラテン: 青い瞳 (キング LKF-1304(Mono)/SKF-143(Stereo)、1963.01)
- ポス宮崎とコニー・アイランダース / ポスのスクリーン・ムード (キング LKF-1321(Mono)/SKG-9(Stereo)、1963.03)
- ポス宮崎とコニー・アイランダース / タムレでバカンス: 南海の楽園 (キング KC-39、1963.09)
- ポス宮崎とコニー・アイランダース / ポスのタンゴ・ムード (キング KC-41、1963.11)
- ポス宮崎とハワイアン・オール・スターズ / ハワイアン・エキゾティックス (キング SKJ-7008、1963)
- ポス宮崎とコニー・アイランダース / ハワイアン・トップ・ヒッツ (キング SKJ-1050、1964.05)
- レオン・ポップス、ポス宮崎とコニー・アイランダース / レオン・ポップスのハワイ旅行 (キング SKJ-1051、1964.06)
- ポス宮崎とコニー・アイランダース / ワシントン広場の夜は更けて (キング SKJ-1053、1964.06)
- ザ・ブルー・シャドウズ、ダイアモンド・エコーズ / バーとティー・ルームのためのバック・グラウンド・ミュージック (日本コロムビア PSS-73-N、1964.09)
- ポス宮崎とコニー・アイランダース / 今宵をラテンで (キング SKK-36、1964.12)
- ザ・ブルー・シャドウズ、ダイアモンド・エコーズ / 夢をよぶ追憶 (日本コロムビア PS-1246-N、1965)
- ポス宮崎とコニー・アイランダース / ハワイアン・ハイライツ (キング SKK-81、1965.05)
- ポス宮崎とコニー・アイランダース / 小さな竹の橋／ハワイアン・ベスト・ヒット (日本ビクター SJV-112、1965.06)
- ポス宮崎とコニー・アイランダース / ハワイアンのヨーロッパ・スクリーン・ムード (日本ビクター SJV-117、1965.07)
- ポス宮崎とコニー・アイランダース / スチール・ギターでヒット・パレード (日本ビクター SJV-133、1965.08)
- ポス宮崎とコニー・アイランダース / ハワイアンでヒットソングを唄う (日本ビクター SJV-155、1965.12)
- ポス宮崎とコニー・アイランダース / ハワイアン・ヒット・アルバム (日本ビクター SJV-200、1966.06。唄・影山ひろ子)
- ポス宮崎とコニー・アイランダース / ハワイアンによる幼き日のメロディ (日本クラウン LW-5128、1966.07)
- ポス宮崎とコニー・アイランダース / 決定盤!これぞハワイアン (日本コロムビア YS-10006-JC、1967.05)
- ポス宮崎とコニー・アイランダース / ハワイは招く (日本ビクター SJV-283、1967.06)
- ポス宮崎とコニー・アイランダース / 古賀メロディ (日本コロムビア ALS-4314、1968.02)
- ポス宮崎とコニー・アイランダース / 珊瑚礁のかなた (キング SKK-438、1968)
- ポス宮崎とコニー・アイランダース / 豪華盤・全国歌謡ヒット大全集 (日本ビクター JRS-9005/6、1969)
- ポス宮崎とコニー・アイランダース / 長崎は今日も雨だった (日本ビクター JRS-7020、1969)
- ポス宮崎とコニー・アイランダース / 珊瑚礁の彼方に (日本ビクター JRS-7024、1969)
- ポス宮崎とコニー・アイランダース / わかれ雨 (日本ビクター JRS-7038、1969)
- ポス宮崎とコニー・アイランダース / 花と涙 (日本ビクター JRS-7061、1970)
- ポス宮崎とコニー・アイランダース / 恋ひとすじ (日本ビクター JRS-7073、1970)
- ポス宮崎とコニー・アイランダース / 噂の女 (日本ビクター JRS-7091、1970)
- ポス宮崎とコニー・アイランダース / 恋仁義 (日本ビクター JRS-7141、1971)
- ポス宮崎とコニー・アイランダース / ナウ・フィーリング・ハワイ (東宝 AR-1006、1972.05)
- ポス宮崎とコニー・アイランダース / ハワイアン・ヒット歌謡 (日本ビクター SJV-640、1973)
- ポス宮崎とコニー・アイランダース / ハワイは招く (日本ビクター ON-1803、1976)
- ポス宮崎とコニー・アイランダース、鈴木庸一とラテン・カンパニオン / ハワイアンとラテンのリズムによる日本のムード (日本ビクター 10S-11)
- ポス宮崎とコニー・アイランダース / ハワイアン・サンセット (CBSソニー SONL-56016)

### ゲスト参加・VA

#### シングル
- エセル中田 / 東京アロハ c/w ハワイの雨 (東芝音楽工業 JP-1071、1959)
- エセル中田 / ダヒル・サヨ c/w ワイ・カプ (東京芝浦電気工業 JP-5028、1960.01)
- エセル中田 / 愛の花サンパギータ c/w 南国の夜 (東京芝浦電気工業 JP-5033、1960.02)
- エセル中田 / マウイ・ガール c/w フラの天国 (東芝音楽工業 JSP-7001、1960.06。A面の伴奏)
- エセル中田 / マイナー・バード c/w スウィート・サムワン (東京芝浦電気工業 JP-5096、1960。B面の伴奏)
- 南かおる / 南国の夜 c/w 愛のビギン (キング EB-351、1960)
- 南かおる / 婆サン町へ行く c/w ブルー・カルア (キング EA-94、1961)
- 南かおる / パイナップル・プリンセス c/w 雲は心 (キング EA-120、1961.02)
- エセル中田 / バリバリの浜辺で c/w 月の夜は (東京芝浦電気 JP-5059、1961.05。B面の伴奏)
- エセル中田 / リトル・ブラウン・ガール c/w フキ・ラウ (東京芝浦電気工業 JP-5061、1961.06。A面の伴奏)
- 南かおる / メカナニ・アウ・カウポ (ちょっとそこゆくハンサム・ボーイ) c/w ワイカプ・チャ・チャ・チャ (キング EA-123、1961.07)
- 南かおる / スー・シティ・スー (あなたとならば) c/w ママのムームー (キング EA-129、1961.08)
- 南かおる / ハオレ・スクスク c/w 脇谷隆 / フペコレ・スクスク (キング EB-7042、1961.09)
- 若原一郎 / さいならいとはん c/w 南かおる / さいならこいさんなかんちゃん (キング EB-575、1961.11)
- 南かおる / ブルー・ハワイ c/w ハワイアン・アイ (キング EB-7077、1962.03)
- ほり・まさゆき / ロカ・フラ・ベイビー c/w ブルー・ハワイ (キング EB-7102、1962.04)
- エンディー堀 / コロラドの月 c/w 煙が眼にしみる (キング EB-665、1962.04。A面の伴奏)
- エンディー堀 / 白い花の小径 c/w 霧の哀愁 (キング EB-687、1962.06。A面にスティール・ギターで参加)
- 南かおる / ゆうべはどうしたの? c/w 怒っちゃいやよ (キング、1962.06)
- エセル中田 / ブルー・カルア c/w さよならは云わないで (東芝音楽工業 JP-5106、1962.06。B面の伴奏)
- エセル中田 / カプリ島 c/w スウィート・ガーデニア・レイ (東芝音楽工業 JP-5107、1962.07。A面の伴奏)
- 南かおる / ハワイアン・アイ c/w 小さな竹の橋 (キング EB-7187、1963.05)
- 浜れい子 / 珊瑚礁のかなたに (東芝音楽工業 JP-5214、1963.07。A面はジョージ松下とアイランド・キング「夜のくちづけ」)
- 秦まき子 / ハワイアン・ラヴ・トーク c/w 恋の渚 (東芝音楽工業 JP-5215、1963.07)
- 南かおる / 過ぎし夏の日 c/w 波と私 (キング EB-7190、1963.05)
- 南かおる / 夜のくちづけ c/w アデュー (キング EB-7210、1963.07)
- 瀬川純子 / 恋のタムレ c/w 愛のチャームス (キング EB-7199、1963.09。A面の伴奏)
- 南かおる / 渚の想い出 c/w 真珠貝 (キング EB-7228、1963.10)
- 南かおる / 青い炎 c/w 思い出は嫌い (キング BS-117、1964.12。B面の伴奏)
- 南かおる / 白い花びら c/w 思い出のラウンジ (キング BS-205、1965.05。B面の伴奏)
- 影山ひろ子 / 真珠貝の歌 c/w ダヒル・サヨ (日本ビクター SPV-45、1965.07)
- 影山ひろ子 / 夏の想ひ出 c/w 南国の夜 (日本ビクター SV-280、1965.09)
- 柏木由紀子 / 若い真珠 c/w 乙女の願い (日本ビクター SV-332、1965.12)
- 安藤昇 / 東京の灯 c/w 逃亡のブルース (日本ビクター SV-347、1966.02)
- 影山ひろ子 / 夢で逢いたい c/w むせび泣き (日本ビクター SV-379、1966.04)
- 影山ひろ子 / 砂浜に消えた恋 c/w 赤いウクレレ (日本ビクター SV-425、1966.07。B面の伴奏)
- 影山ひろ子 / タイニー・バブルス c/w イリカイの唄 (日本ビクター SPV-78、1967.04)

#### EP
- 南かおる / カイマナ・ヒラ (キング SS-23、1964.06)
- 影山ひろ子 / 真珠貝の歌 (日本ビクター SVC-113、1965.11)

#### LP
- V.A. / ハワイアン・オール・スターズ (東京芝浦電気工業 JLP-1002、1958.05) *大橋節夫とハニー・アイランダース、大塚龍男とパーム・セレナーダス、エセル中田との共同名義
- V.A. / ハワイアン・パラダイス (日本ビクター LV-34、1958)
- エセル中田 / ハワイの月と海と砂 (東京芝浦電気工業 JPO-1004、1959.05)
- エセル中田 / 青い波、白い浜辺 (東京芝浦電気工業 JPO-1041、1960.05)
- エセル中田 / 浜千鳥: エセルの歌う日本メロディー集 (東芝音楽工業 JPO-1076、1961.03)
- エセル中田 / ハワイの花と星 (東芝音楽工業 JPO-1082、1961.05)
- 南かおる / かおるのパイナップル・プリンセス (キング LKF-1145、1961.05)
- エセル中田 / 南国の夜 (東芝音楽工業 JPO-1097、1961.07)
- 南かおる / 村祭り: ハワイアンによる同様・唱歌集 (キング LKF-1157(Mono)/SKF-30(Stereo)、1961.07)
- デューク・エイセス / デューク・エイセスのアドリブ民謡 (キング LKF-1172(Mono)/SKF-40(Stereo)、1961.09)
- エセル中田 / ポップス・イン・ハワイ (東芝音楽工業 JSP-3020、1962.04)
- 南かおる / 月影とわたし (キング LKF-1218(Mono)/SKF-70(Stereo)、1962.04)
- エンディー堀 / エンディーと今宵を (キング LKF-1223(Mono)/SKF-85(Stereo)、1962.04)
- エセル中田 / 青い星影のハワイ (東京芝浦音楽工業 JPO-1175、1962.05)
- 南かおる / ゆうべはどうしたの? (キング SKF-97、1962.07)
- プア・アルメイダ/ 東京のプア・アルメイダ (キング SKJ-1004(Mono)/KC-23(Stereo)、1962.10)
- エセル中田 / ザ・ベスト・オブ・エセル (東芝音楽工業 JLP-3003、1963.05)
- 南かおる / 南国の夜 (キング LKF-1340(Mono)、1963.05)
- 近藤圭子 / 南海のムード (キング LKF-1352、1963.08)
- 南かおる / すてきなハワイ (キング LKF-1366、1963.09)
- V.A. / ハワイアン・フェスティヴァル (東芝音楽工業 TP-7002、1964.06) *大橋節夫、大塚龍男、小林隆、ジョージ松下、エセル中田、浜れい子との共同名義
- プア・アルメイダ / ハワイアン音楽のすべて (キング SKJ-1052、1964.06)
- 南かおる / 南国の夜 (キング SKK-3(Stereo)、1964.06)
- 南かおる / 青い炎: 女と夜とためいきと (キング SKK-70、1965.01)
- エセル中田 / ハワイアン・ゴールデン・ヒット (東芝音楽工業 TP-7172、1967.05)

## 出演

### 映画
- 喜劇 駅前音頭 (東宝、1964.08.11)